# 老梅溪
老梅溪，位於台灣北部之縣市管河川，幹流長度24.20公里，流域面積14.85平方公里，分佈於新北市石門區、三芝區。主流發源於三芝區圓山里鷹子鼻北側，先向北北東流，經內坪、二坪頂冷泉後，進入石門區境，經老梅瀑布後轉向北流，經豬槽潭、大溪墘、老梅，最終於崩山口西側注入東海。

## 水系主要河川
以下由下游至源頭列出水系主要河川，其中粗體字為主流河道。

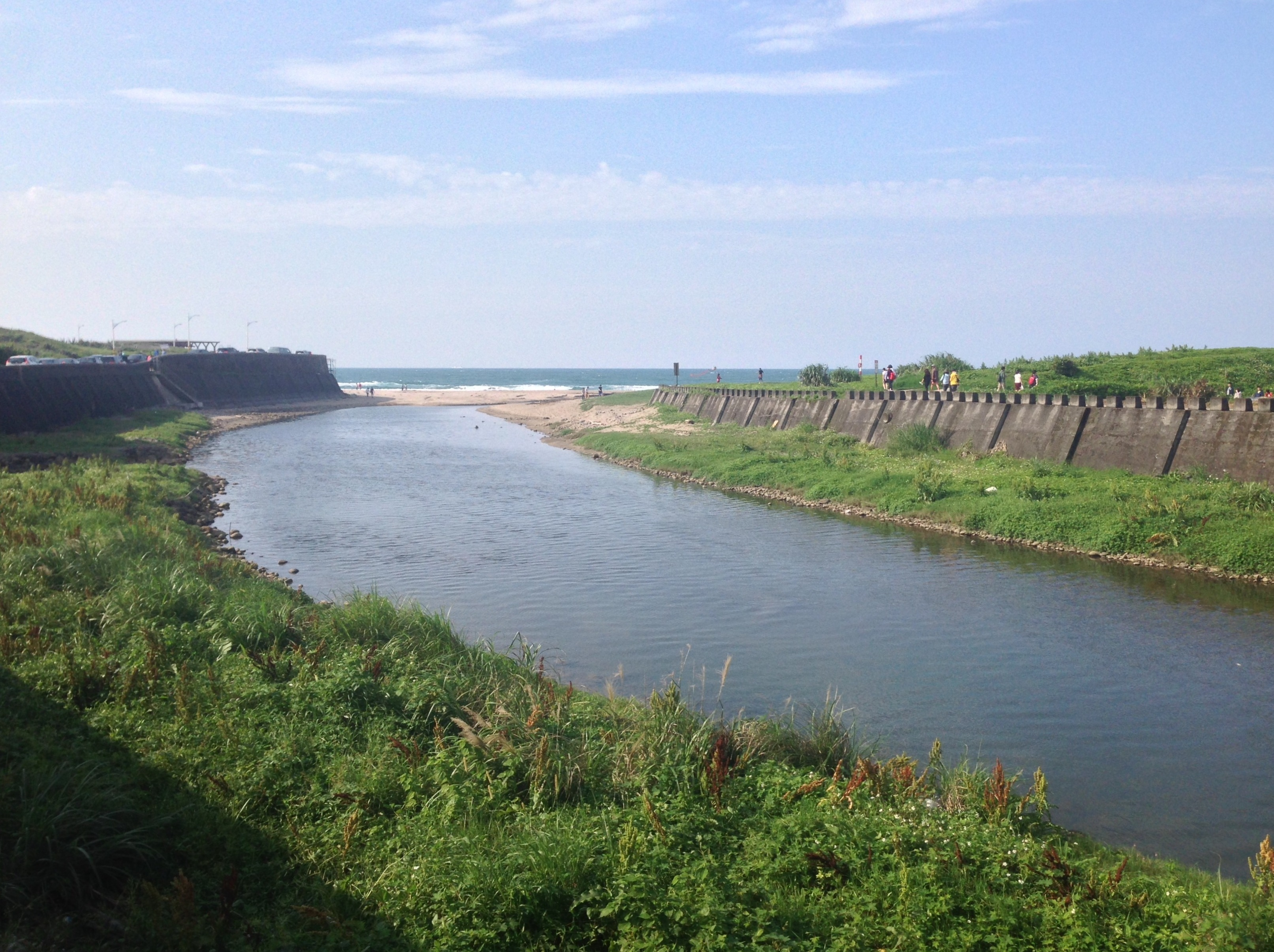
老梅溪出海口

- 老梅溪：新北市石門區、三芝區
  - 大溪墘溪：新北市石門區